# شفشاون
- الدولة الأموية 707–750
- الدولة العباسية 750–795
- الدولة الإدريسية 789–921
- الدولة الفاطمية 921–925
- الدولة الإدريسية 925–927
- الدولة الفاطمية 927–937
- الدولة الإدريسية 937–974
- خلافة قرطبة 974–1067
- الدولة المرابطية 1067–1147
- الدولة الموحدية 1147–1269
- الدولة المرينية 1269–1465
- الدولة الوطاسية 1465–1554
- الدولة السعدية 1554–1659
- الدولة العلوية 1659–1912
- المحمية الإسبانية 1912–1921
- جمهورية الريف 1921–1926
- المحمية الإسبانية 1921–1956
- المملكة المغربية 1956–حاضر

شفشاون أو الشاون (وتلقب محلياً بالمدينة الزرقاء) هي مدينة في شمال المغرب، بجهة طنجة تطوان الحسيمة. تأسست مدينة شفشاون سنة 1471 على يد مولاي علي بن راشد، لايواء مسلمي الأندلس بعد طردهم من طرف الإسبان، فكانت بمثابة قلعة للمجاهدين ضد الاستعمار، حيث بنى قصبتها وشيدها واوطنها بأهله وعشيرته وزل الناس بها فبنوا وصارت في عداد المدن.
تتميز مدينة شفشاون بأسلوب حياة ثقافية خاصة انبثقت نتيجة تلاقح لقرون خالية من التقاليد والعادات، كما أن جمالها الطبيعي في مجالها الجغرافي، دفع لاختيارها سنة 2010 رمزا للمنظومة الغذائية للبحر الأبيض المتوسط من قبل منظمة اليونسكو. بالإضافة إلى المكونات الثقافية التي تعزز أهميتها من قبل الحرف التقليدية، والمنتجات المجالية المحلية، والمشاهد الطبيعية خاصة الزراعية منها والمنتجات المحلية.
تقع شفشاون عند سفح جبل القلعة، وتحيط بها قمم جبلية مثل تيسملال، بوحاجة، ماكو. وتبعد بنحو 60 كيلومترا جنوب-شرقي مدينة تطوان. ويمتد المجال الحضري لمدينة شفشاون على مساحة 11.4 كلم2 يشمل المدينة العتيقة، الأحياء الواقعة خارج الأسوار وكذا تجزئات العيون وأدرار، والأحياء ذات الطابع القروي وغير المهيكلة مثل غروزيم، تورغين، ظهر بن عياد، إلخ. تنقسم الجماعة الحضرية لشفشاون على مستوى التدبير الترابي إلى ثلاثة مقاطعات. ويبلغ عدد سكان الجماعة الحضرية لشفشاون نحو 57.329 نسمة وفقا لإحصاء السكان والسكنى لسنة 2014.

## أصل التسمية
اشتق لفظ شفشاون لفظ أمازيغي «إيساكون» أو إيشاون«والتي تعني» القرون«وكلمة» شف«تعني» انظر«أي انظر القرون»، في إشارة إلى القمم التي تحتضن هذه المدينة من كل الجهات.

## تاريخ
في سنة 876 هـ/1471م، حين سقطت المدن الساحلية مثل طنجة والقصر-الصغير وأصيلا في أيدي البرتغاليين، بادر الشريف مولاي علي بن راشد إلى صد التوسع البرتغالي نحو الداخل بتنظيم حركات للمقاومة المحلية أو الجهاد الدفاعي.
وبناء عليه، قرر هذا الأمير بناء رباط للجهاد في سفوح هذه القمم الجبلية. وعرفت المدينة نموا ديمغرافيا مضطربا نتيجة تأثير الموجات البشرية الأندلسية بشكل ملحوظ. وقد بنيت هذه المدينة على مبدأ مقاومة الهجمات الإيبيرية مما جعلها «مدينة مقدسة»
ولد مولاي علي بن راشد في قرية غرزويم سنة 844 هجري/ 1440م. اجتاز الأمير إلى الأندلس في سن الثلاثين عاما للمشاركة في حرب الاسترداد ضد المسيحيين بغية الدفاع عن حدود إمارة غرناطة. هناك تزوج بامرأة حديثة العهد بالإسلام اسمها للا زهرة من مدينة بخير دي لا فرونتيرا.
في سنة 869 هـ/1456 م، عاد مولاي علي بن راشد إلى المغرب للاستقرار في قريته غروزيم بعد مقتل ابن عمه ابن أبي جمعة في الجهاد ضد البرتغاليين، نظم مولاي علي بن راشد أولى غزواته لتحرير المدينتين المحتلتين سبتة وطنجة. كما أنه تولى مبادرة لنقل موقع المدينة من الضفة اليسرى لنهر رأس الما إلى اليمين، لأسباب إستراتيجية، نذكر من بينها: القرب من المنبع الطبيعي لرأس-الما، الاستفادة من الحماية الطبيعية والتي توفرها القمم الجبلية القائمة بهذا الموقع.
خلال أكثر من ثلاثة قرون، توسعت المدينة باستقرار هجرات بشرية قدمت من الأندلس. كما تمثل هذا التوسع العمراني في بناء عدد من المساجد والتحصينات العسكرية من قبيل الأسوار وما ينيف عن عشرة أبواب. في الوقت نفسه، إلى جانب القصبة أسسها الأمير مولاي علي بن راشد تم بناء المسجد الكبير (المسجد الأعظم) الذي تم تجديده في القرن السابع عشر الميلادي، حيث يحتوي على مئذنة مثمنة أنيقة ذات قاعدة مربعة تطل على ساحة وطاء الحمام.
على الصعيد التاريخي، تعتبر المدينة العتيقة بشفشاون من بين الحواضر المغربية ذات الطابع الأندلسي. ابتداء من 1471- 1609م، توافد على المدينة مجموعة من هجرات المسلمين الذين طردوا من إسبانيا. وساهمت هذه الهجرات البشرية في التوسع العمراني للمدينة مع إحداث تطور اجتماعي واقتصادي مهمين. ومن البديهي أن قيمة هذه المدينة تنبع في المقام الأول من خصوصية المشاهد الحضرية لهذه الحاضرة الجبلية. كما أن شكلها العمراني جاء نتيجة تمازج جميل بين جملة من التعبيرات المعمارية والفنية والجمالية الناجمة عن الاستخدام المتناسق والتلقائي لمواد وتقنيات بناء وزخرفة، ناهيك عن الانسجام بين الأحجام وألوان مما يرسم في أذهان الناس صورة مميزة واستثنائية.

## السياحة ومعالم المدينة

### الفنادق
نظراً لكونها تستقطب العديد من السياح، تتوفر مدينة شفشاون على العديد من الفنادق. أغلب الفنادق المتواجد بالمدينة عبارة عن منازل ورياضات تم إعادة تجديدها، وأسعارها جد مقبولة وفي المتناول ابتداءاً من 150 درهم.

### القصبة
تؤكد المصادر التاريخية على أن اختطاط المدينة كان في الجهة المعروفة بعدوة وادي شفشاون في حدود 876هـ/1471م، على يد الشريف الفقيه أبي الحسن المعروف بابن جمعة. وقام من بعده ابن عمه الأمير أبو الحسن علي بن راشد باختطاط المدينة في العدوة الأخرى، فبنى قصبتها وأوطنها بأهله وعشيرته.
تقع القصبة في الجزء الغربي للمدينة، وتعتبر نواتها الأولى، التي اتخذها مولاي علي بن راشد مقرا لقيادته وثكنة عسكرية من أجل الجهاد ضد البرتغاليين.
من الناحية المعمارية، فالقصبة محاطة بسور تتوسطه عشرة أبراج، وتجسد طريقة بنائها النمط الأندلسي في العمارة. يحتوي الفضاء الداخلي للقصبة على حديقة كبيرة مزينة بحوضين. في حين يحتل المتحف الإثنوغرافي الجزء الشمالي الغربي من القصبة. يرجع تاريخ بناء المبنى الذي يأوي المتحف إلى نهاية القرن 11هـ/17م. وقد بناه علي الريفي والي السلطان مولاي إسماعيل على المنطقة. يتخذ هذا المبنى تصميم المنازل التقليدية المغربية التي تتوفر على ساحة داخلية مفتوحة تتوسطها نافورة مائية، محاطة بأروقة وغرف بالإضافة إلى طابق علوي.

### ساحة وطاء الحمام
تعتبر ساحة وطاء الحمام ساحة عمومية بالمدينة العتيقة نظرا لمساحتها التي تبلغ 3000م. كما أنها قطب المدينة التاريخي والسياحي باعتبار كل الطرق تؤدي إليها. صممت في البداية هذه الساحة لتكون مقرا لسوق أسبوعي، لسكان الضواحي والمدينة. تغيرت وظيفة الساحة حاليا من سوق أسبوعي إلى ساحة سياحية واحتلت المقاهي محل دكاكين البيع، كما زينت الساحة بنافورة مياه جميلة وبها يوجد المسجد الأعظم والقصبة وبها تقام المهرجنات متل: مثل مهرجان الغر يا الشمالية والمهرجان الدولي للمسرح العربي.

### ساحة الهوتة
يتوسطها بناء أندلسي بديع مربع الشكل، يعلو جوانبه الأربعة قرميد بني اللون، وهو مخصص للماء الصالح الشرب.

### المساجد
تضم مدينة شفشاون العديد من المساجد التاريخية، من أبرزها المسجد الأعظم بساحة وطاء الحمام.

### منبع رأس الماء
يشكل منبع رأس الماء أساس بناء مدينة شفشاون. فهذا المنبع كان ولا يزال المزود الوحيد للمدينة بالمياه الصالحة للشرب والزراعة أيضا. كما أنه شكل القوة المحركة وهو قريب من حي الصبانين. انطلاقا من منبع رأس الماء يمكن الولوج إلى طريق يؤدي إلى مسجد بوزعافر.
يتوفر منبع رأس الماء على العديد من المقاهي التي تقدم وجبات خفيفة وبائعي عصير الليمون الطبيعي.

### السياح
أصبحت مدينة شفشاون الوجهة الرئيسية للسياح الصينين في المغرب، أغلبهم يبيتون في المدينة، وقد ارتفع عدد المستثمرين الصينين بالمدينة، حيث منهم من أنشا مطاعم للأكل الصيني وفنادق بوسط شفشاون. ثم يأتي السياح الإسبان في المرتبة الثانية.

### مسجد بوزعافر

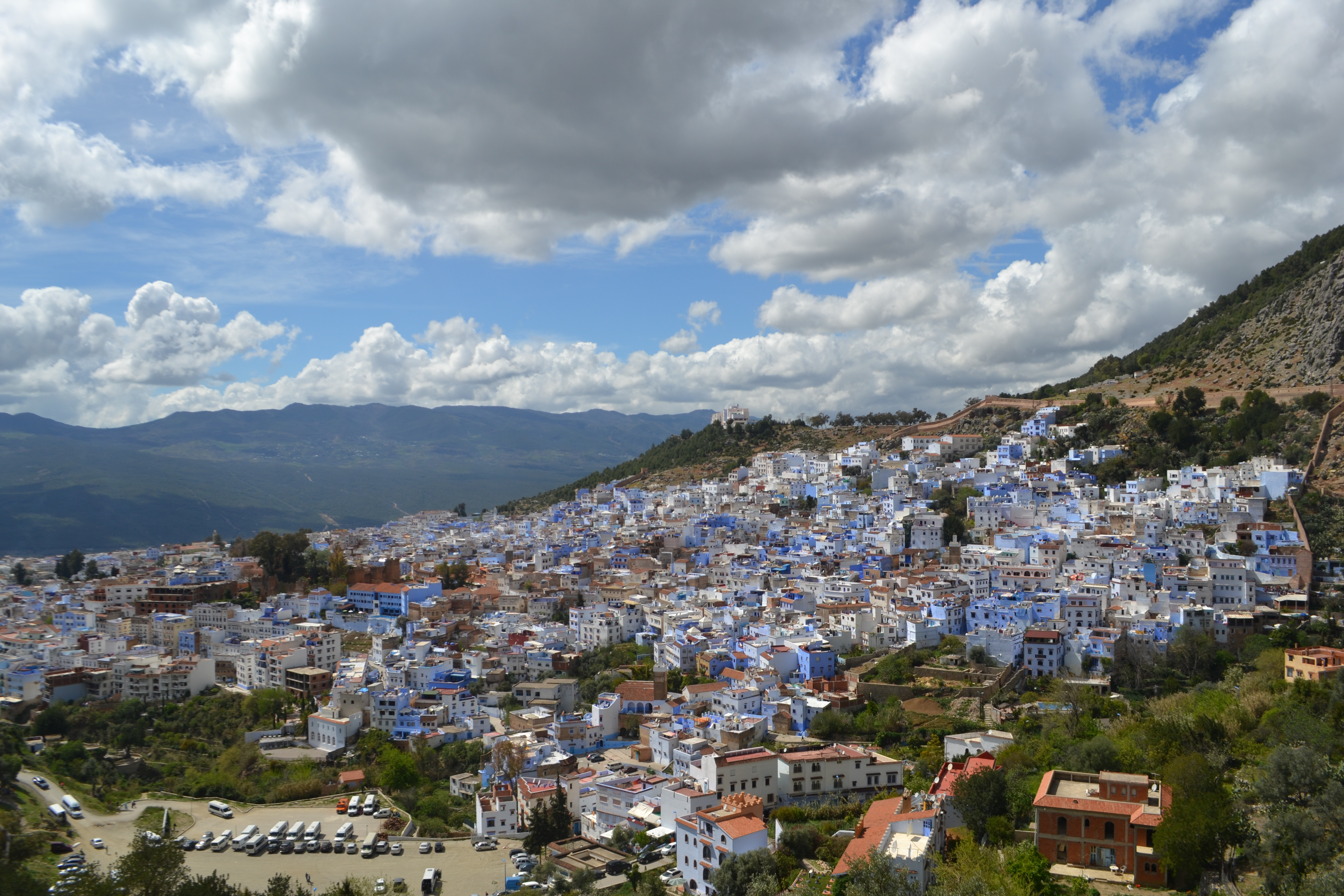
منظر بانورامي لمدينة شفشاون، عند الصعود إلى مسجد بوزعافر

تُجمع الروايات التاريخية الشفوية والمكتوبة أن مسجد بوزعافر تم بناؤه على يد الإسبان، إثر احتلالهم لمدينة شفشاون المغربية، لكن المغاربة قاطعوه ولم يقيموا فيه الصلاة لأنهم اعتقدو أنه كنيسة وليس مسجد.
حالياً، وبعد إعادة ترميمه، أصبحت المصلون يصلون فيه، ويقع هذا المسجد في منطقة مرتفعة تسمح برؤية منظر بانورمي لمدينة شفشاون، خصوصا في وقت غروب الشمس، وينصح بزيارة هدا المكان لكل سائح قادم للمدينة.

### أقشور
أغلب السياح الذين يزورون مدينة شفشاون، يتوجهون كذلك لزيارة منطقة أقشور، وهي منطقة جبلية تتوفر على مناظر طبيعية وشلالات جميلة.

## النقل والمواصلات

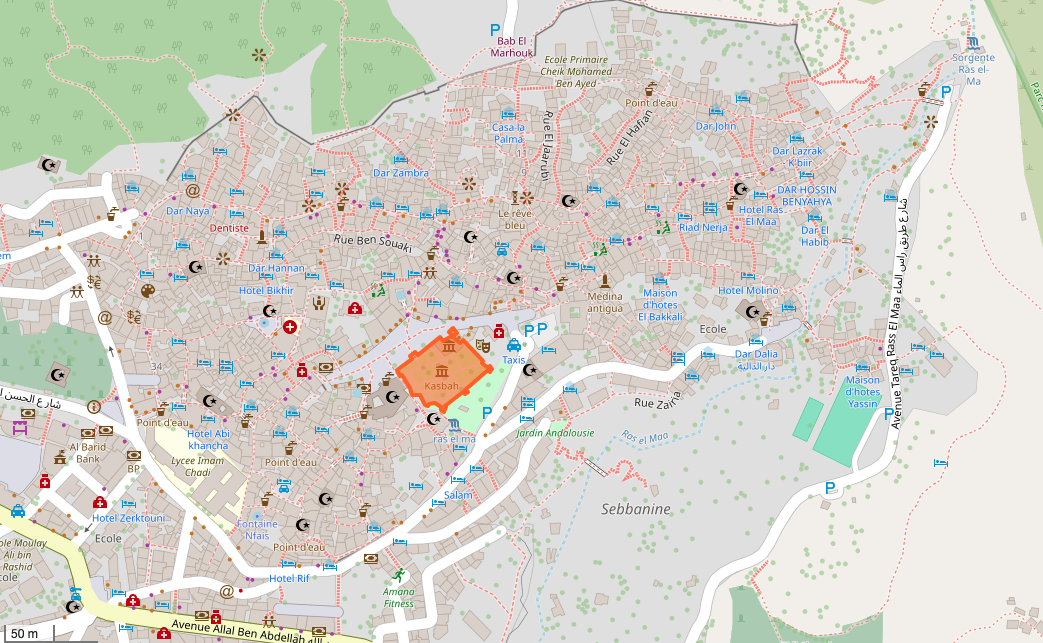
خريطة لمدينة شفشاون

### المحطة الطرقية
تتوفر شفشاون على محطة طرقية للحافلات تنقل المسافرين من وإلى مدن: فاس، مكناس، وزان، تطوان، طنجة، الرباط، الدار البيضاء.

### سيارات الأجرة
سيارات الأجرة الصغيرة للتنقل داخل المدينة وسيارات الأجرة الكبيرة للتنقل الى المدن القريبة

## الأحياء العتيقة

### حي السويقة
يعتبر هذا الحي ثاني أقدم تجمع سكني بني بعد القصبة، وقد ضم في بدايته ثمانين عائلة أندلسية قدمت مع مولاي علي بن راشد. سمي بهذا الاسم لوجود قيسارية به بنيت في أواخر القرن الخامس عشر. ويضم هذا الحي أهم وأقدم البيوتات الموجودة بمدينة شفشاون التي ترتدي لونا أبيضا ممزوجا بالأزرق السماوي خاصة.
وتعتبر النافورة الحائطية الموجودة بأحد دروب القيسارية، من أهم نافورات المدينة نظرا للزخرفة التي تزين واجهتها.

### حي الأندلس
بني هذا الحي على أساس إيواء الفوج الثاني من المهاجرين الأندلسيين الذين قدموا إلى مدينة شفشاون سنة 897 هـ/1492م. عموما، يتشابه هذان الحيّان من حيث التصميم، غير أن حي الأندلس مختلف عنه فيما يخص طبوغرافية الموضع التي حتمت على ساكنيه بناء منازل ذات طابقين أو ثلاثة، مع وجود أكثر من مدخل.

### حي العنصر
يعتبر باب العنصر الحد الشمالي الغربي لسور المدينة الذي عرف عدة إصلاحات في بنائه، سيرا مع التوسع العمراني للمدينة. وهكذا فالمهاجرون القادمون من الأندلس لم يحافظوا على المعايير الأصيلة في بنائهم لهذا الحي، سيما في برج المراقبة الذي يختلف في بنائه عن حي السويقة. أضف إلى هذا أن برج المراقبة الحالي الذي يتوسطه سور الحي ليس سوى ترميم عصري للبرج القديم الذي بني على نمط مثيله الواقع بحي باب العين، والذي يذكرنا هو الآخر في عمارته بأبراج غرناطة.

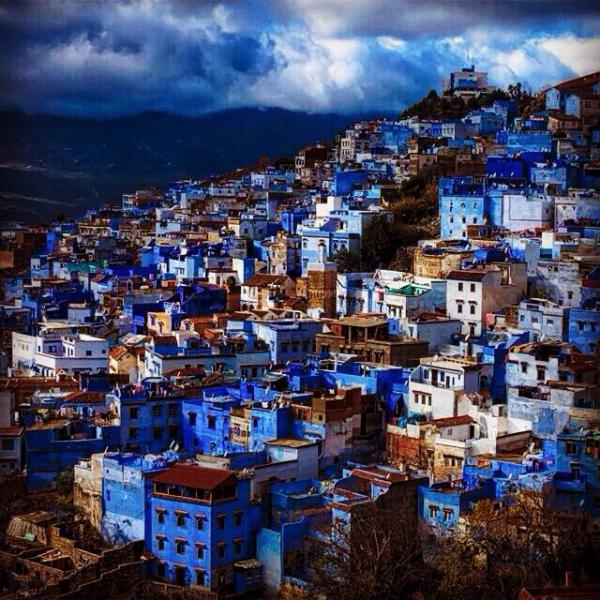
شفشاون

### حي الصبانين
يقع هذا الحي على طول الطريق المؤدية إلى رأس الماء. يضم حي الصبانين مجموعة من الطواحين التقليدية التي كانت تستعمل لطحن الزيتون. كما يوجد به فرن تقليدي يجاور القنطرة التي توجد فوق نهر يسمى واد لفوارة.

### شارع المغرب العربي
يشكل شارع المغرب العربي طريق الحافلات وهو يؤدي إلى السوق الأسبوعي.

## معرض صور

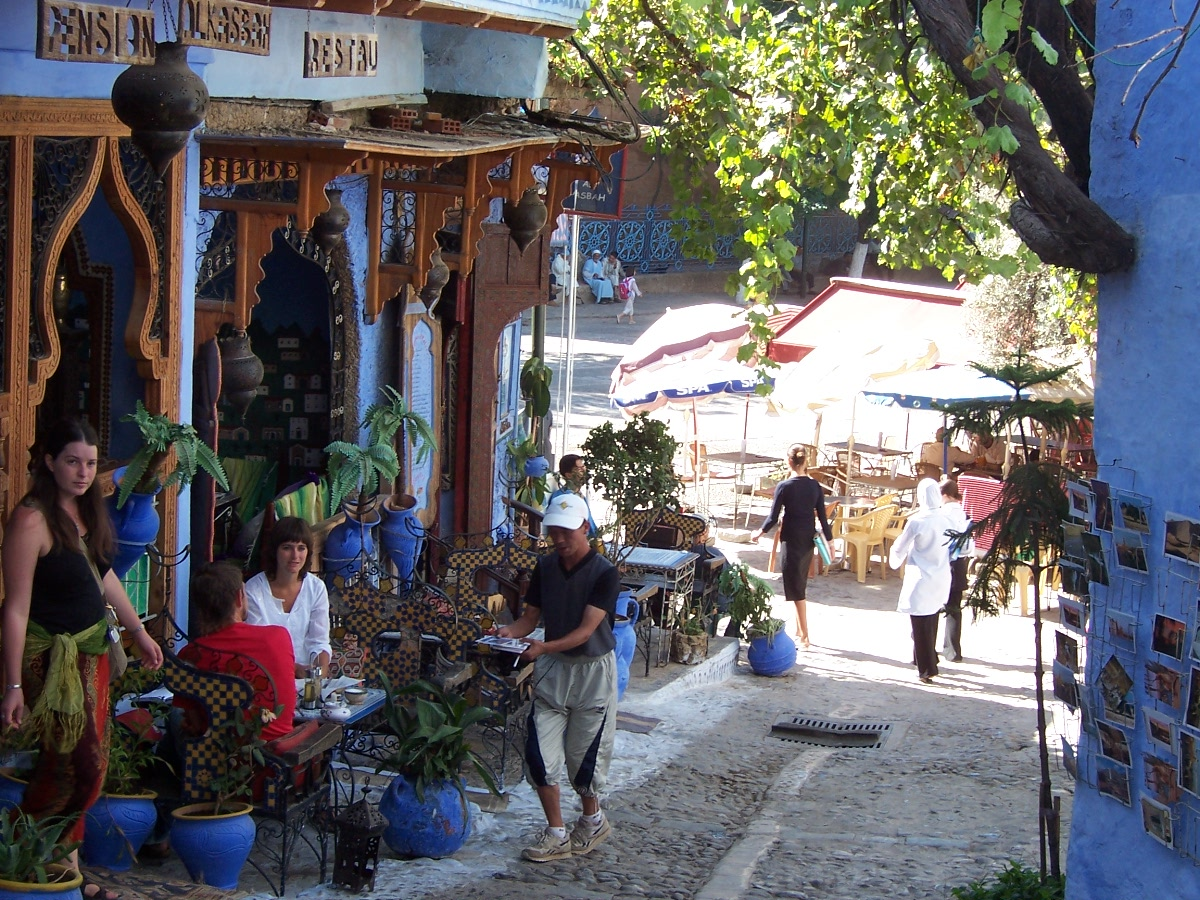
صورة لسوق شعبي من مدينة الشاون
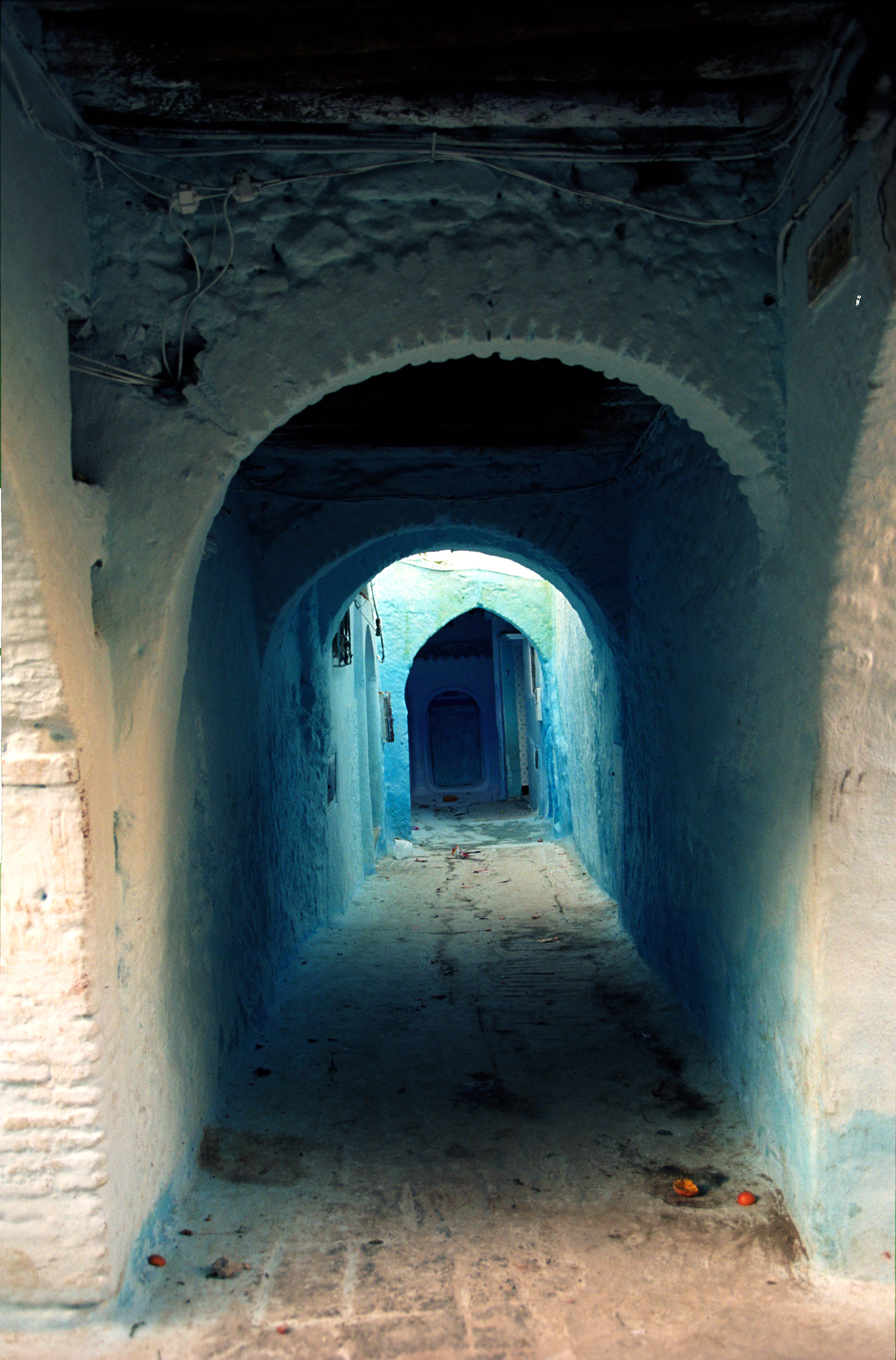
شفشاون بلونها الأزرق
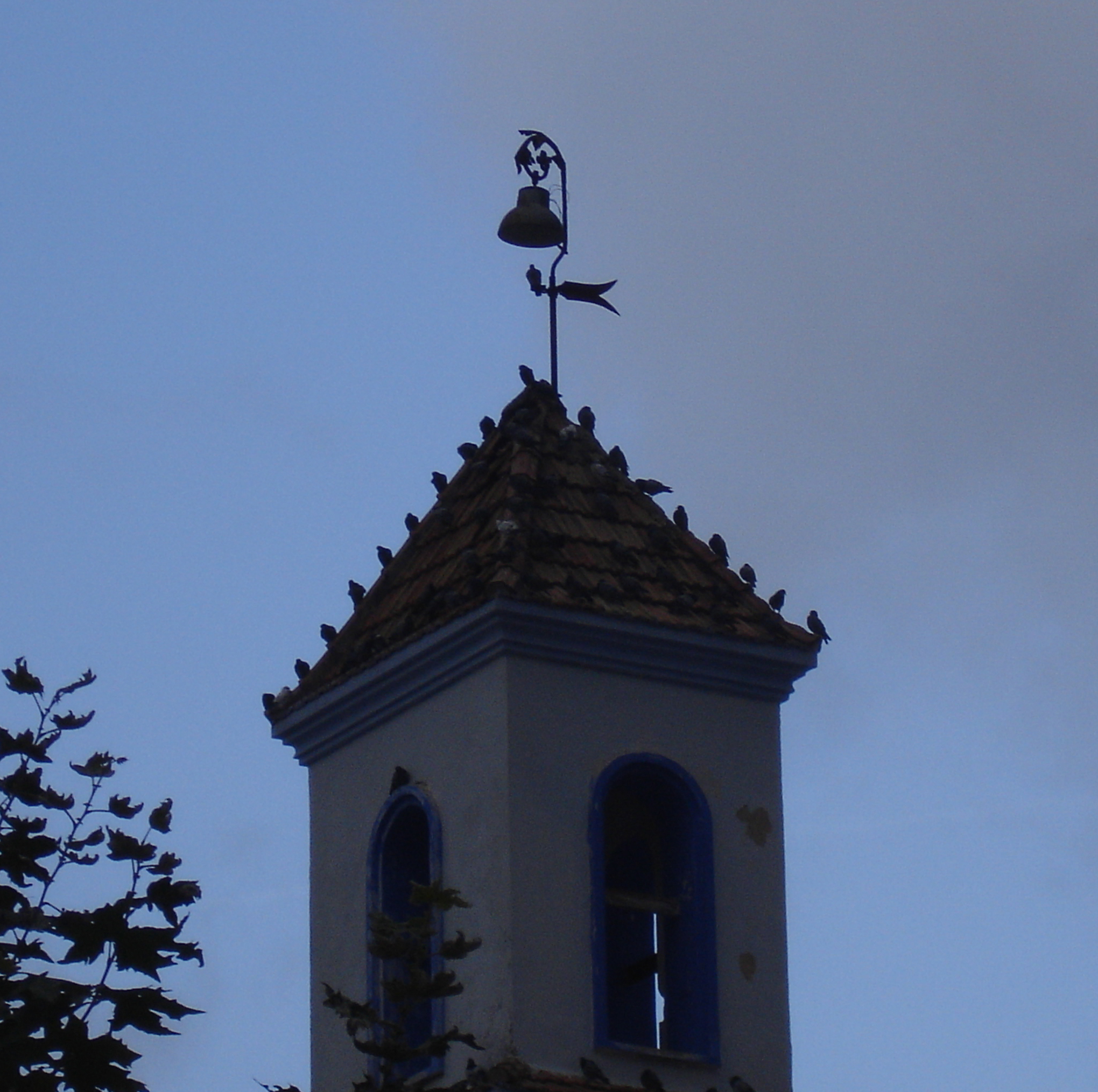
الكنيسة الإسبانية لمدينة الشاون. حاليا مسرح بلدي
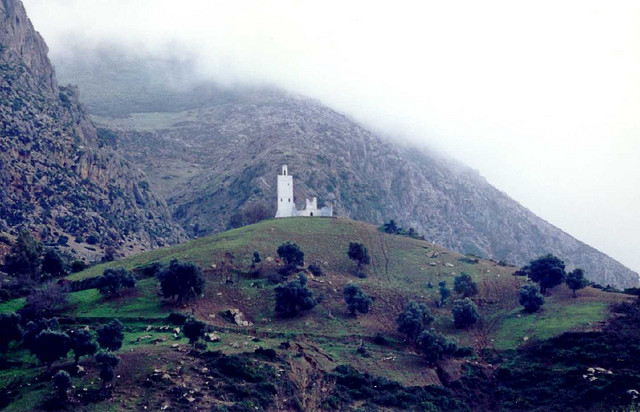
إحدى الأضرحة بمدينة الشاون
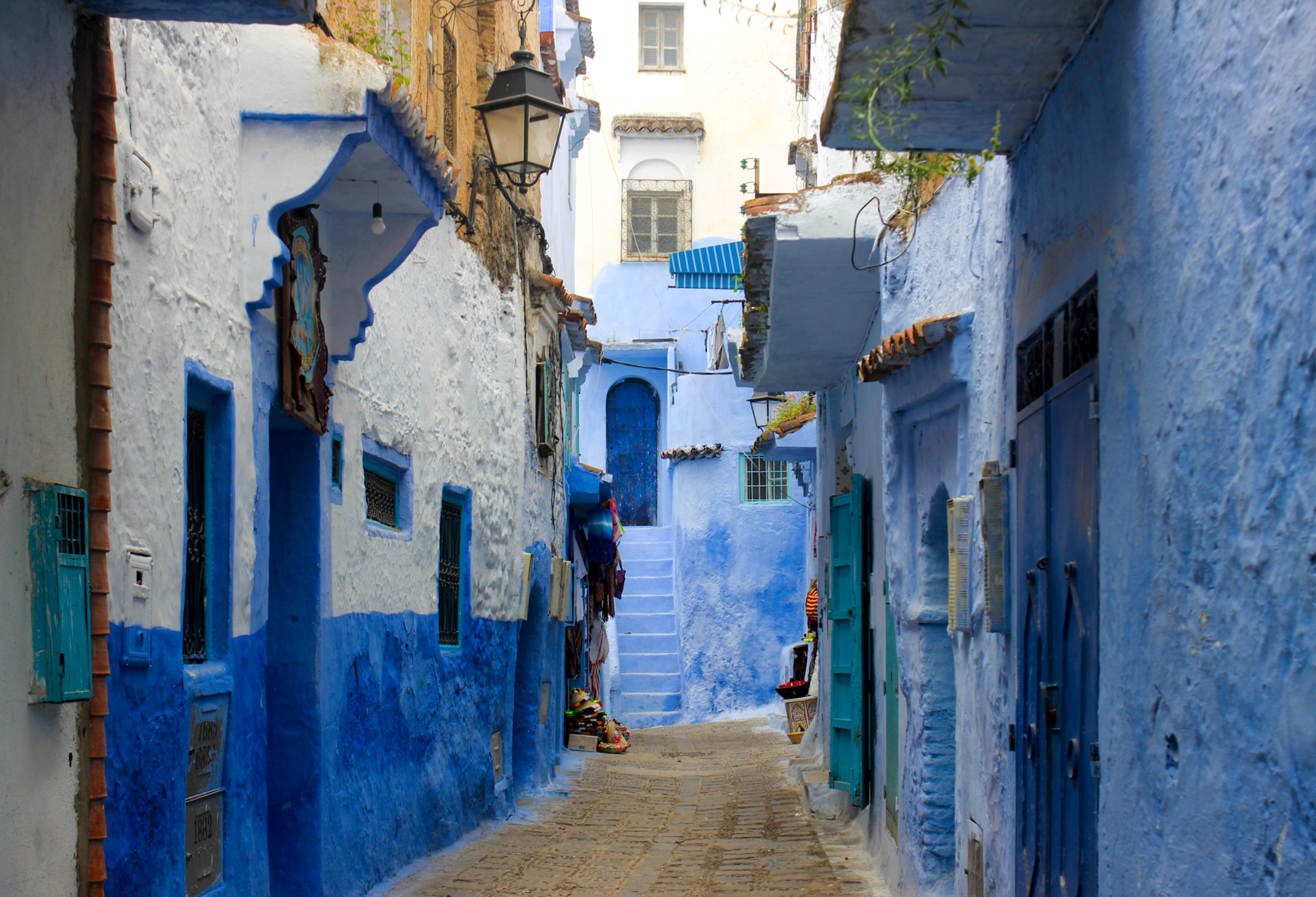
صورة لزقاق بمدينة الشاون
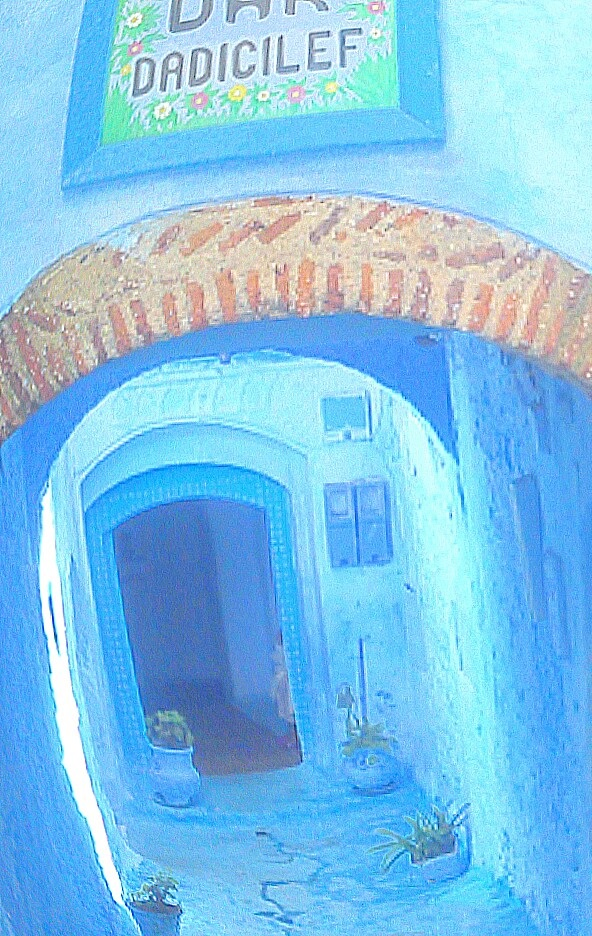
نموذج أبواب مدينة الشاون التي تتميز بشيء من البساطة والجمال
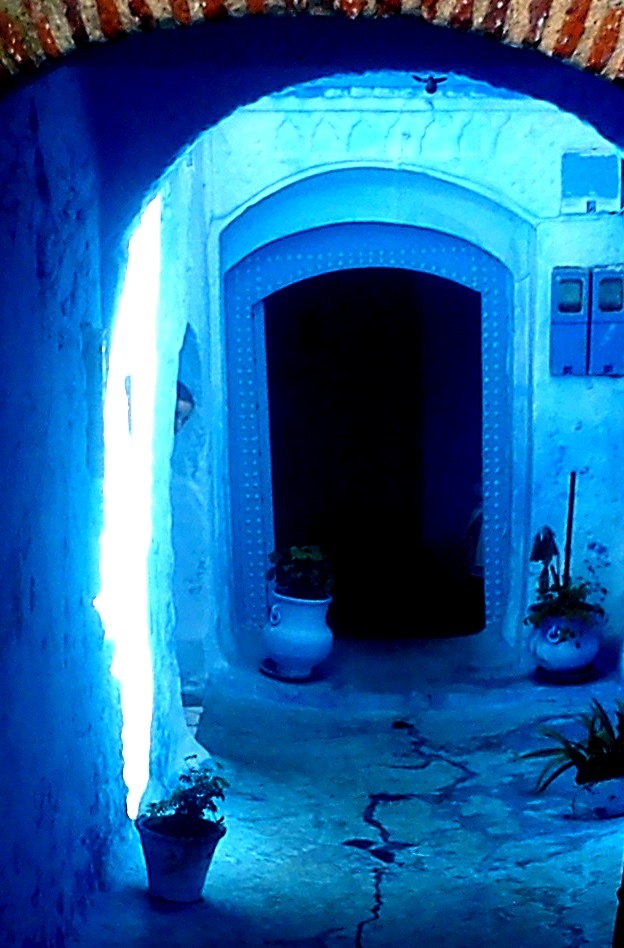
أبواب مدينة الشاون تتميز بشيء من البساطة والجمال
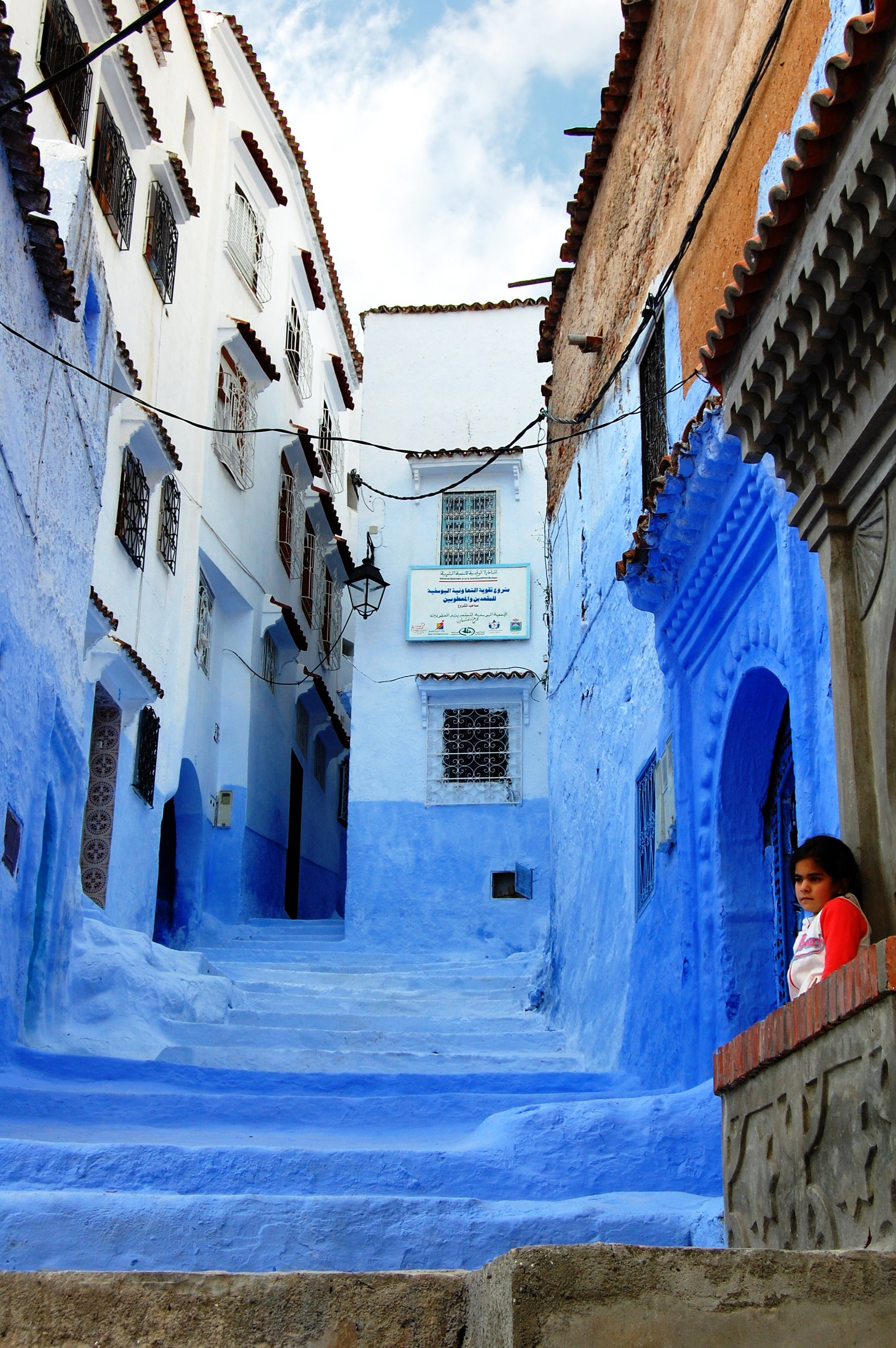

## وصلات خارجية
- صفحة الجماعة الحضرية لشفشاون على فايسبوك